# Вотком (округ, Вашингтон)
Шаблон:StateAbbr_ 48°50′ пн. ш. 121°54′ зх. д. / 48.83° пн. ш. 121.9° зх. д.
Округ Вотком (англ. Whatcom County) — округ (графство) у штаті Вашингтон, США. Ідентифікатор округу 53073.

## Історія
Округ утворений 1854 року.

## Демографія
За даними перепису 2000 року загальне населення округу становило 166814 осіб, зокрема міського населення було 112920, а сільського — 53894. Серед мешканців округу чоловіків було 82188, а жінок — 84626. В окрузі було 64446 домогосподарств, 41094 родин, які мешкали в 73893 будинках. Середній розмір родини становив 3,03.
Віковий розподіл населення поданий у таблиці:
| Стать    | До 15 років | 15-21 | 22-29 | 30-39 | 40-49 | 50-65 | 65-85 | Понад 85 |
| -------- | ----------- | ----- | ----- | ----- | ----- | ----- | ----- | -------- |
| Чоловіки | 16941       | 10591 | 10082 | 11368 | 12389 | 12388 | 7593  | 836      |
| Жінки    | 16288       | 11417 | 9303  | 11366 | 12918 | 12363 | 9225  | 1746     |

## Суміжні округи
- Метро-Ванкувер, Британська Колумбія, Канада — північ
- Фрейзер-Велі, Британська Колумбія, Канада — північ
- Оканоган — схід
- Скеджіт — південь
- Сан-Хуан — південний захід
- Кепітел, Британська Колумбія, Канада — захід
- Каувічен-Велі, Британська Колумбія, Канада — захід

## Виноски
1. ↑  U.S. Decennial Census. United States Census Bureau. Архів оригіналу за 4 квітня 2018. Процитовано 8 січня 2014.
2. ↑  Historical Census Browser. University of Virginia Library. Архів оригіналу за 11 серпня 2012. Процитовано 8 січня 2014.
3. ↑  Population of Counties by Decennial Census: 1900 to 1990. United States Census Bureau. Архів оригіналу за 2 лютого 2019. Процитовано 8 січня 2014.
4. ↑  Census 2000 PHC-T-4. Ranking Tables for Counties: 1990 and 2000 (PDF). United States Census Bureau. Архів оригіналу (PDF) за 18 грудня 2014. Процитовано 8 січня 2014.
5. ↑  State & County QuickFacts. United States Census Bureau. Архів оригіналу за 22 липня 2011. Процитовано 8 січня 2014.(англ.) Наведено за англійською вікіпедією.
6. ↑  American FactFinder. Бюро перепису населення США. Архів оригіналу за 26 лютого 2012. Процитовано 31 січня 2008.

| США | Це незавершена стаття з географії США. Ви можете допомогти проєкту, виправивши або дописавши її. |